# 1349 هـ
1349 هـ هي سنة في التقويم الهجري امتدت مقابلةً في التقويم الميلادي بين سنتي 1930 و1931.

## أحداث
- تأسيس نادي القلعة الرياضي في منطقة الجوف شمال المملكة العربية السعودية

## مواليد
- عبد الله بن سليمان المنيع
- حافظ الأسد
- سلطان بن عبد العزيز آل سعود
- سيد المرصفي
- علي الحسيني السيستاني
- صالح الحلي
- عبد الواحد راستي (شاعر)
- علي الغروي
- بورا كوستيتش
- ماجد بن سعود بن عبد العزيز آل سعود
- محمد الأحمدي أبو النور
- محمد بن أمان الجامي
- مرتضى القزويني
- وحيد الزمان الكيرانوي

## وفيات
- أبو الحسن المرندي
- إدورد سخاو
- الأديب البيشاوري
- تحسين باشا
- جبران خليل جبران
- جوزيف هوروفتس
- حميد الدين الفراهي
- سعد بن حمد بن عتيق
- سليمان بن سمحان النجدي
- سيد المرصفي
- عبد الحميد عبادة
- عبد الرحمن بن قاسم آل ثاني
- عبد الله بن خلف الدحيان
- عبد الرحمن بن جاسم آل ثاني
- سليمان بن سحمان
- أحمد العاصي
- صدر الدين الكنغراوي